# Voluta (arquitectura)

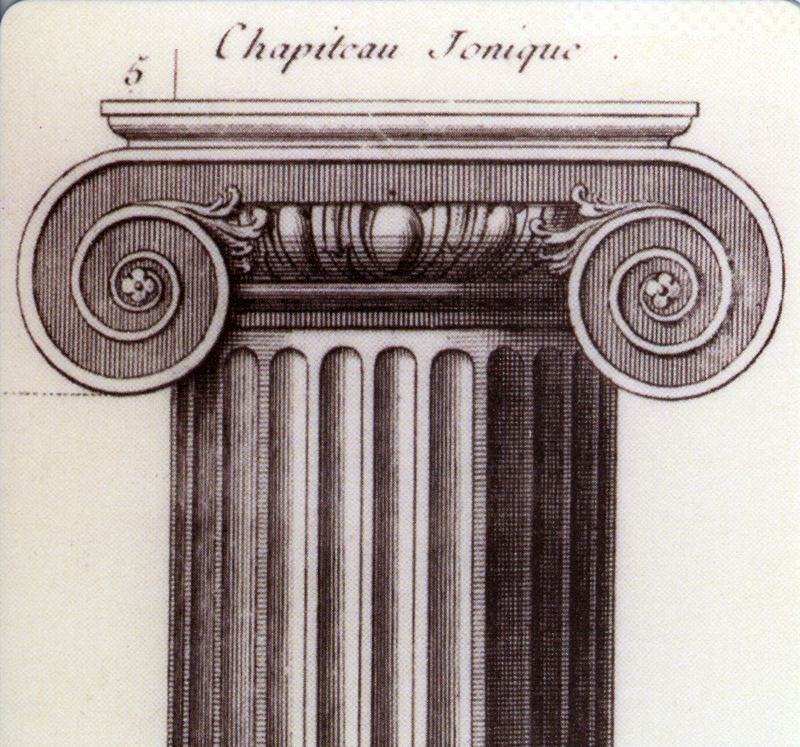
Volutas en capitel jónico.

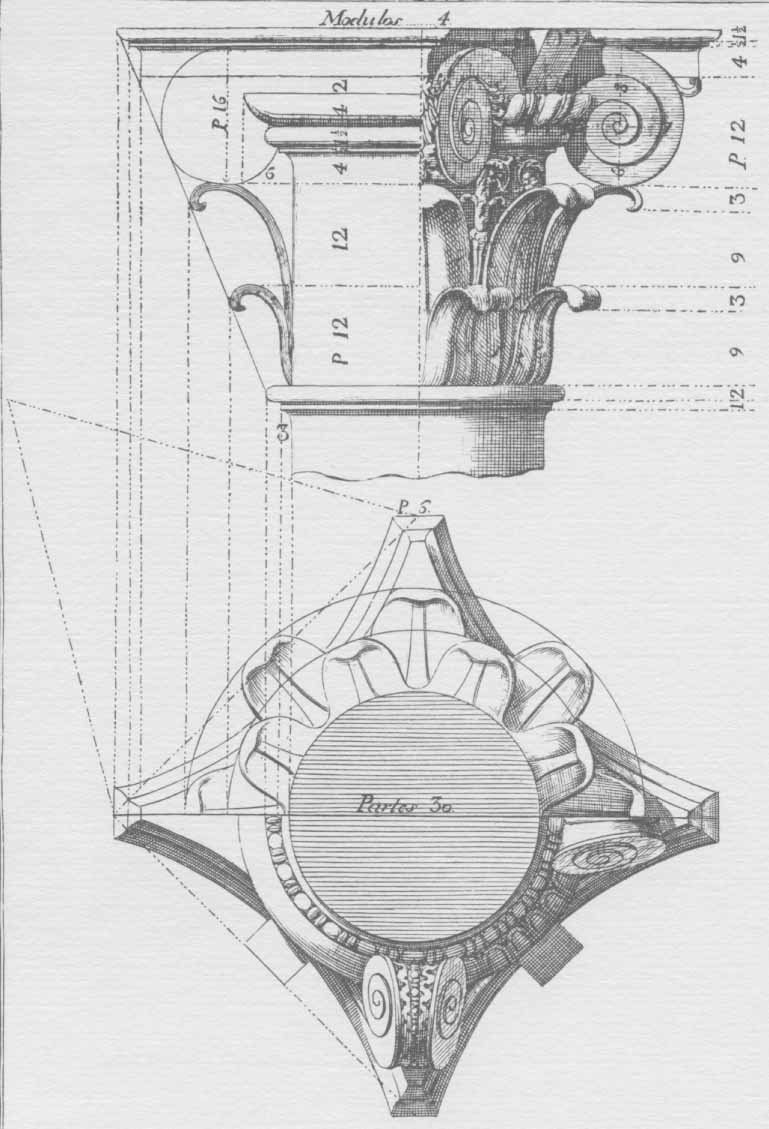
Volutas en capitel compuesto según Vignola.

Una voluta (del latín voluta, de volvere, dar vueltas) es un ornamento característico, en forma de espiral, que forma los ángulos del capitel de la columna jónica. Posteriormente fueron incorporadas en los capiteles de las columnas de los órdenes corintios y compuestos. Normalmente se encuentran cuatro volutas en los capiteles jónicos, ocho en los capiteles compuestos y versiones más reducidas (a veces llamadas helix) en los corintios.
Se ha sugerido que este motivo decorativo estaba inspirado en la curva de los cuernos de los carneros, en la forma de la concha de los caracoles o tal se derivaba de la espiral natural del óvulo de una especie común de tréboles, nativos de Grecia. Alternativamente, puede tener, simplemente, un origen geométrico.
Introducida por los griegos y más tarde teorizada por el arquitecto romano Vitruvio para los edificios y estructuras clásicas, la voluta no ha limitado su utilización a la arquitectura, sino que se ha utilizado desde siempre en una amplia variedad de formas de arte. Desde tiempos antiguos, esta decoración se ha encontrado en diseños de muebles, plata y cerámica. Por ejemplo, existe un tipo de crátera denominada de volutas debido a que sus asas tenían esa forma. También en la Antigua Grecia, el peinado de algunas mujeres de la época parecen recordar las volutas de los capiteles jónicos.
Dado que el motivo ornamental se desplegaba en la antigüedad clásica, pasó a ser también un elemento común en otras arquitecturas, directa o indirectamente inspiradas en aquella, como la renacentista, barroca o neoclásica: en estos estilos, podría utilizarse en cualquier estructura donde se requiriese algún elemento de transición entre las líneas horizontales y verticales o perpendiculares entre sí.  

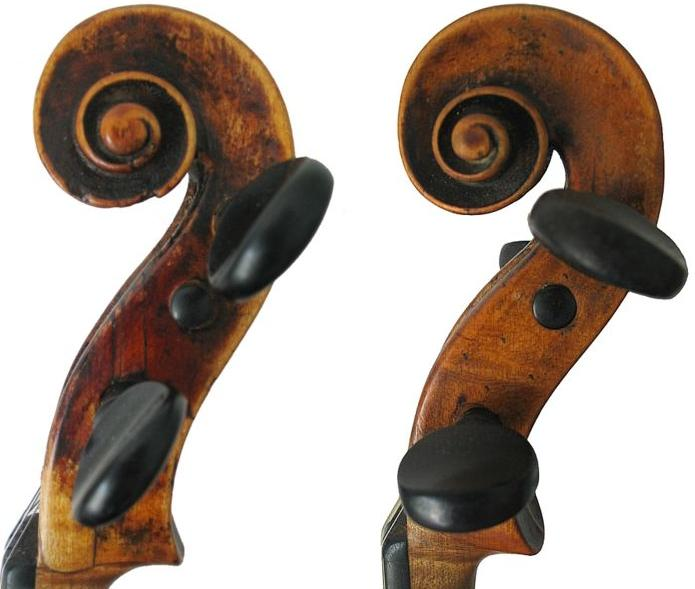
Extremo del mástil en forma de voluta en el violín.

Su forma sigue siendo común en la construcción de instrumentos de cuerda, que corresponde, normalmente, a la terminación del mástil o decoración del clavijero, como en los violines, violas o contrabajos.